# صوامع (استان تیزی وزو)
صوامع (به عربی: الصوامع) یک شهرداری در الجزایر است که در استان تیزی وزو واقع شده‌است.